# Krzyż (Elbląg)
Krzyż (deutsch Kreuz) war ein Ort in der polnischen Woiwodschaft Ermland-Masuren. Seine Ortsstelle liegt im Gebiet der Gmina Elbląg (Landgemeinde Elbing) im Powiat Elbląski (Kreis Elbing).
Die Ortsstelle von Krzyż liegt im nördlichen Westen der Woiwodschaft Ermland-Masuren, neun Kilometer nordwestlich der früheren Kreisstadt Preußisch Holland (polnisch Pasłęk) bzw. 13 Kilometer südöstlich der heutigen Kreismetropole Elbląg (deutsch Elbing).
Das einstige Creutz, das sich erst nach 1785 Kreuz schrieb, bestand aus mehreren kleinen Gehöften. Überregionale Bedeutung gewann der kleine Ort dann auch durch ein Schöpfwerk und eine Entwässerungsmühle. Am 8. Juli 1905 wurde Kreuz zusammen mit dem Nachbarort Stary Dwór (Althof) nach Weeskendorf (polnisch Węzina) im ostpreußischen Kreis Preußisch Holland eingemeindet.
Als das gesamte südliche Ostpreußen 1945 in Kriegsfolge an Polen abgetreten wurde, erhielt Kreuz die polnische Namensform „Krzyż“. Doch in den Jahren danach verlor sich die Spur des Ortes. Sein Name wurde nicht mehr erwähnt, wahrscheinlich ist die Siedlung in dem benachbarten Węzina (Weeskendorf) aufgegangen. Heute gilt das Dorf als nicht mehr vorhanden.
Bis 1945 war Kreuz kirchlich nach Preußisch Holland (polnisch Pasłęk) orientiert: sowohl zur evangelischen Stadtkirche als auch zur dortigen römisch-katholischen Pfarrei St. Josef.
Die kaum noch erkennbare Ortsstelle von Krzyż resp. Kreuz liegt an einer Nebenstraße, die von Komorowo Żulawskie (Kämmersdorf) über Węzina (Weeskendorf) und Dłużyna (Langenreihe) bis nach Jelonki (Hirschfeld) verläuft. Eine Bahnanbindung ist nicht vorhanden.